# Лехнер, Эрика

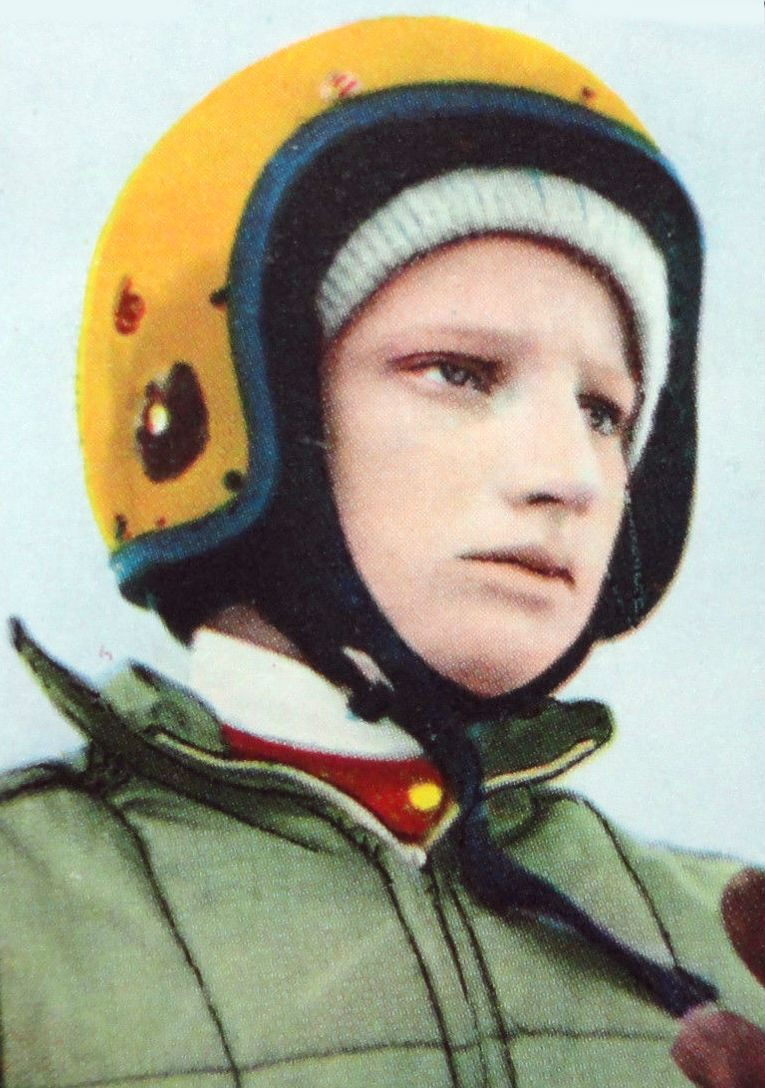

Эрика Аусендорфер-Лехнер (нем. Erica Außendorfer-Lechner, род. 28 мая 1947, Маранца, провинция Больцано, Италия) — итальянская саночница. На зимних Олимпийских играх 1968 в Гренобле, она финишировала третьей после Ортрун Эндерляйн и Анны-Марии Мюллер (обе — ГДР), но получила золотую медаль, так как Эндерляйн и Мюллер были дисквалифицированы за то, что незаконно подогревали полозья саней.
Лехнер также завоевала серебряную медаль на чемпионате мира по санному спорту в Вальдаоре в 1971 году. Кроме того, она выиграла золотую медаль на чемпионате Европы по санному спорту в Имсте в 1971 году.